# William Phillips (Diplomat)

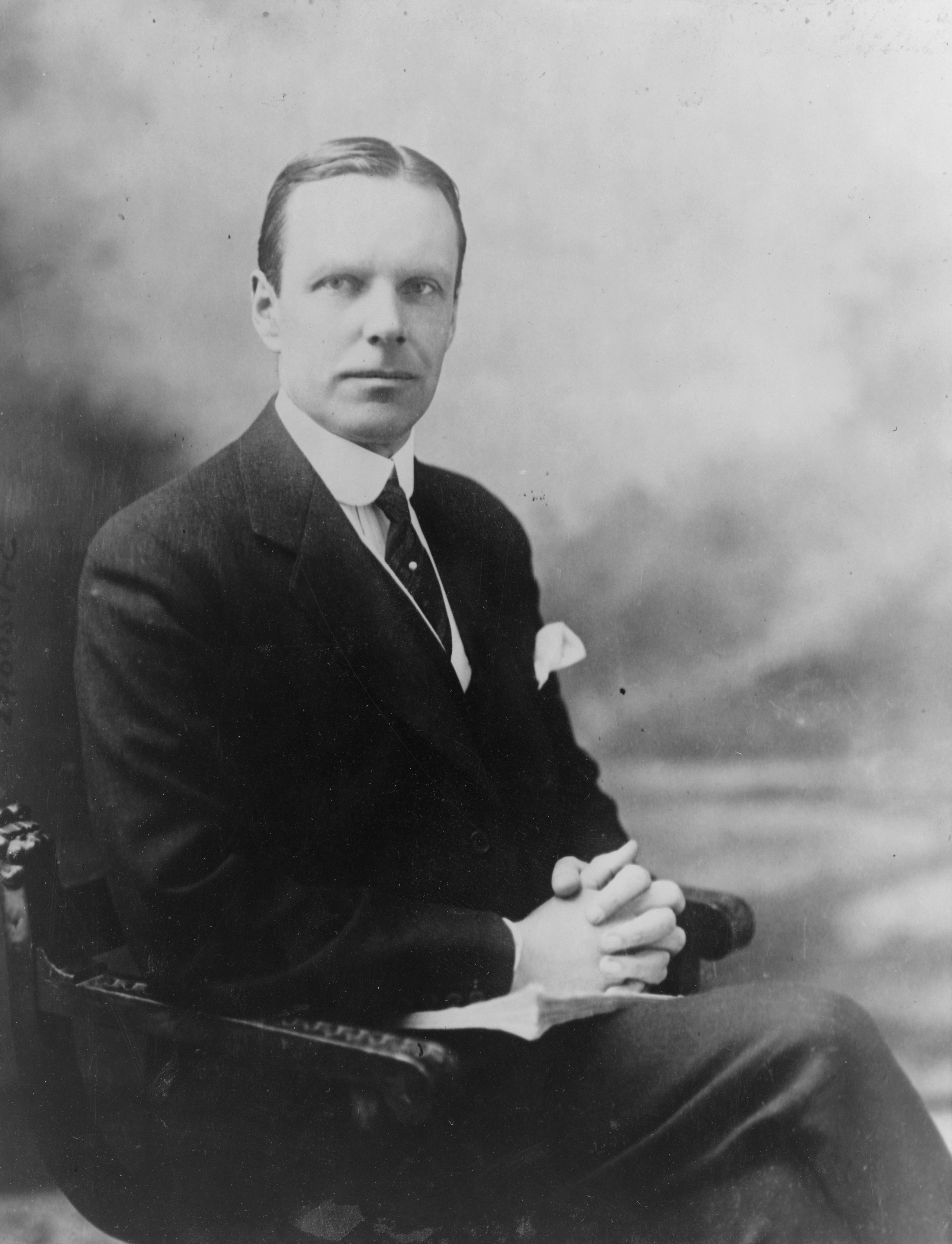
William Phillips (1922)

William Phillips (* 30. Mai 1878 in Beverly, Essex County, Massachusetts; † 23. Februar 1968 in Sarasota County, Florida) war ein US-amerikanischer Diplomat, der unter anderem mehrmals Botschafter sowie von 1922 bis 1924 und erneut zwischen 1933 und 1933 als United States Under Secretary of State Stellvertreter des Außenministers war.

## Leben

### Familiäre Herkunft, Studium und Eintritt ins Außenministerium
Phillips, Sohn des Geschäftsmanns John Charles Phillips und dessen Ehefrau Anna T. Tucker Phillips, war ein jüngerer Bruder des Zoologen John Charles Phillips und ein Bruder von Martha Phillips, die mit dem demokratischen Kongressabgeordneten aus Massachusetts Andrew James Peters verheiratet war. Er stammte aus einer zu den Boston Brahmins gehörenden Familie Phillips und war ein Nachfahre des ersten Bürgermeisters von Boston, John Phillips und ein Urenkel des Politikers Wendell Phillips. Sein Großonkel Samuel Phillips, Jr. war 1778 der Gründer der Phillips Academy, während der Pädagoge John Phillips 1781 die Phillips Exeter Academy gründete.
William Phillips selbst begann 1900 ein Studium der Rechtswissenschaften an der Law School der Harvard University, das er 1903 abschloss. Danach trat er in den diplomatischen Dienst ein und war zunächst Sekretär von Joseph Choate, einem ebenfalls aus Massachusetts stammenden Freund der Familie, der zwischen 1899 und 1905 Botschafter im Vereinigten Königreich war. Im Anschluss wurde er Sekretär von William Woodville Rockhill, der von 1905 bis 1909 als Botschafter in China tätig war. Während seiner dortigen Verwendung wurde Phillips jedoch Ende 1908 ins US-Außenministerium berufen, um dort als Nachfolger von Huntington Wilson am 11. Januar 1909 als Dritter Assistierender Außenminister (Third Assistant Secretary of State) den Aufbau der Abteilung für Fernost-Angelegenheiten (Division of Far Eastern Affairs) zu übernehmen. Bereits am 13. Oktober 1909 wurde er jedoch von Chandler Hale abgelöst, woraufhin er zwischen 1909 und 1914 Mitarbeiter der nunmehrigen Botschafter im Vereinigten Königreich Whitelaw Reid und Walter Hines Page war. Am 17. März 1914 übernahm er von Dudley Field Malone abermals den Posten als Third Assistant Secretary of State im Außenministerium, den er bis zu seiner Ablösung durch Breckinridge Long am 24. Januar 1917 innehatte. Danach wurde er am 24. Januar 1917 von US-Präsident Woodrow Wilson zum Assistierenden Außenminister (Assistant Secretary of State) berufen und damit zum Nachfolger von John E. Osborne. Er verblieb in dieser Verwendung bis zum 25. März 1920.

### Botschafter und Unterstaatssekretär
Am 3. März 1920 wurde Phillips zum Botschafter in den Niederlanden ernannt und trat dieses Amt am 23. April 1920 als Nachfolger von John W. Garrett am 23. April 1920 an. Er verblieb in dieser Verwendung bis zum 11. April 1922, woraufhin Richard M. Tobin am 1. Mai 1923 sein dortiger Nachfolger wurde. Er war zugleich vom 18. Mai 1920 bis zum 11. April 1922 als Botschafter in Luxemburg mit Amtssitz in Den Haag akkreditiert.
Nach seiner Rückkehr wurde Phillips am 26. April 1922 Nachfolger von Henry P. Fletcher als Unterstaatssekretär im Außenministerium (United States Under Secretary of State) und war als solcher bis zu8 seiner Ablösung durch Joseph Grew am 16. April 1924 Stellvertreter des Außenministers Charles Evans Hughes. Er selbst wiederum löste am 5. Juni 1924 Henry P. Fletcher als Botschafter in Belgien ab und verblieb dort bis zum 1. März 1927, woraufhin Hugh S. Gibson sein dortiger Nachfolger wurde. Er war zudem vom 12. Juli 1924 bis zum 1. März 1927 erneut als Botschafter in Luxemburg akkreditiert. Daraufhin wurde er am 1. Juni 1927 erster Botschafter der Vereinigten Staaten in Kanada und bekleidete diesen Posten bis zum 14. Dezember 1927. Sein dortiger Nachfolger wurde am 29. August 1930 Hanford MacNider.

### Erneute Ernennung zumUnder Secretary of Stateund Botschafter in Italien

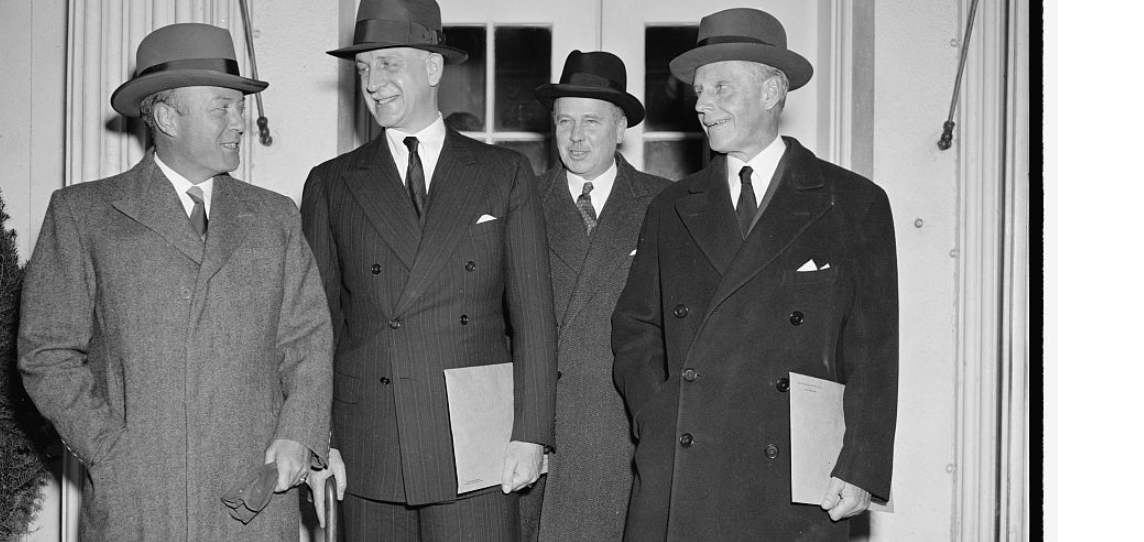
Die US-amerikanischen Diplomaten William C. Bullitt, Sumner Welles, Hugh Robert Wilson und William Phillips (v. l. n. r.) nach einer Besprechung mit US-Präsident Franklin D. Roosevelt am 6. Dezember 1938

Am 6. März 1933 wurde Phillips von US-Präsident Franklin D. Roosevelt abermals zum Under Secretary of State und damit zum Nachfolger von William Richards Castle, Jr. Er fungierte als Stellvertreter von Außenminister Cordell Hull bis zum 23. August 1936, ehe Sumner Welles am 21. Mai 1937 neuer Unterstaatssekretär wurde.
Kurz nach dem Ende des Abessinienkrieges und der Annexion des Kaiserreichs Abessinien durch das faschistische Italien Benito Mussolinis wurde Phillips am 4. November 1936 Nachfolger von Breckinridge Long als Botschafter in Italien. Am 6. Oktober 1941 trat er von diesem Botschafterposten zurück, ehe am Nachmittag des 11. Dezember 1941 Benito Mussolini vom Balkon des Palazzo Venezia den Vereinigten Staaten den Krieg erklärte.
Er war 1942 für einige Zeit Leiter des Nachrichtendienstes OSS (Office of Strategic Services) in London und dann im Oktober 1942 Sondergesandter von Präsident Roosevelt in Indien. Aufgrund seiner Haltung zugunsten einer Unabhängigkeit Indiens vom Vereinigten Königreich war er unbeliebt bei der Kolonialverwaltung von Britisch-Indien und wurde daher 1943 Sonderbeauftragter von General Dwight D. Eisenhower für europapolitische Angelegenheiten im Range eines Botschafters. 1944 trat Phillips offiziell in den Ruhestand, war aber 1945 kurzzeitig Sonderassistent von Außenminister Edward Stettinius, Jr. sowie 1945–1946 Mitglied des Anglo-amerikanischen Untersuchungskomitees für Palästina, in dem er sich gegen den britischen Plan zur Teilung der Region aussprach. 1947 bemühte er sich als Unterhändler vergeblich um die Beilegung eines Grenzkonflikts zwischen Thailand und Französisch-Indochina. 1947 wurde Phillips in die American Academy of Arts and Sciences gewählt.
Phillips war seit 1910 mit Caroline Astor Drayton verheiratet, einer Enkelin von William Backhouse Astor, Jr. und dessen Ehefrau Caroline Schermerhorn Astor. Aus dieser Ehe gingen fünf Kinder hervor, darunter Beatrice Schermerhorn Phillips, die mit Konteradmiral Elliott B. Strauss verheiratet war, sowie Christopher H. Phillips, der von 1949 bis 1953 dem Senat von Massachusetts angehörte und zwischen 1989 und 1991 Botschafter der Vereinigten Staaten in Brunei war. Nach seinem Tode wurde er auf dem North Beverly Cemetery seiner Geburtsstadt Beverly beigesetzt.